# Larry Keating
Larry Keating, född 13 juni 1899 i St. Paul, Minnesota, död 26 augusti 1963 i Hollywood, Los Angeles, Kalifornien, var en amerikansk skådespelare. I USA var Keating främst känd för sina biroller i TV-serierna The George Burns and Gracie Allen Show där han spelade Mr. Morton och Mister Ed där han gjorde rollen som grannen Roger Addison. Han medverkade även i biroller i Hollywoodfilmer, främst under 1950-talet, men även in på 1960-talet. Han avled i leukemi 1963.

## Filmografi, urval
- 1950 – Tre kvinnors hemlighet
- 1951 – Parningstid
- 1951 – Ny gryning
- 1951 – Sista varningen
- 1952 – Föryngringsprofessorn
- 1952 – Vingarna
- 1953 – Inferno
- 1955 – Pappa Långben
- 1957 – Buss på villovägar
- 1960 – Vem var bruden?
- 1962 – Drömbruden